# 藤井隆 (国文学者)
藤井 隆（ふじい たかし、1929年9月4日 - 2020年7月17日）は、日本の国文学者、書誌研究者。名古屋市立大学名誉教授。

## 生涯
東京都生まれ。1953年名古屋大学文学部国文科卒、愛知大学副手、助手、講師、帝塚山短期大学助教授、教授、名古屋市立大学教養部助教授、教授。1995年定年退官、名誉教授。1998年より2005年まで豊橋市美術博物館館長を務める。
1993年、豊橋市文化振興賞受賞。

## 著書

### 単著
- 『日本古典書誌学総説』和泉書院、1991年4月。ISBN 4-87088-472-0。
- 『中世古典の書誌学的研究 御伽草子編』和泉書院〈研究叢書 185〉、1996年。
- 『私のあゆんだ道 : 和本ひと筋七十年』和泉書院、2013年。

### 共編著
- 『未刊御伽草子集と研究』第1‐4 編著 未刊国文資料刊行会 1956‐67
- 『校本風葉和歌集』中野荘次共著 友山文庫 1970
- 『物語和歌総覧』久曽神昇,樋口芳麻呂共編 風間書房　1974－76
- 『国文学古筆切入門』田中登共著 和泉書院 1985
- 寿命院宗巴『徒然草寿命院抄 伝中院通勝筆本』編 古典文庫 1987
- 『御伽草子新集』編 和泉書院 1988
- 『続・国文学古筆切入門』田中登共著 和泉書院 1989
- 『続々・国文学古筆切入門』田中登共著 和泉書院 1992
- 『穂久邇文庫蔵太平記(竹中本)と研究』藤井里子共著 編著未刊国文資料刊行会　1989‐93
- 『御伽草子研究叢書』全9巻 編　クレス出版 2003
- 『近世三河・尾張文化人蔵書目録』全8巻 監修・編集 ゆまに書房 2005 書誌書目シリーズ